# Pincourt (Quebec)
Pincourt é uma cidade localizada na província de Quebec no Canadá.